# Forthing Jingyi X3
Forthing Jingyi X3 — выпускающийся с 2014 по 2019 год субкомпактный кроссовер суббренда Forthing китайского автопроизводителя Dongfeng.

## Описание
Forthing Jingyi X3 выпускался на базе компактвэна Forthing Jingyi X5. Его цены варьировались от 66900 до 86900 юаней. Дизайн разработан «с оглядкой» на Forthing Jingyi X5, поскольку оба автомобиля выпускались на одной и той же платформе. В 2016 году автомобиль прошёл рестайлинг.

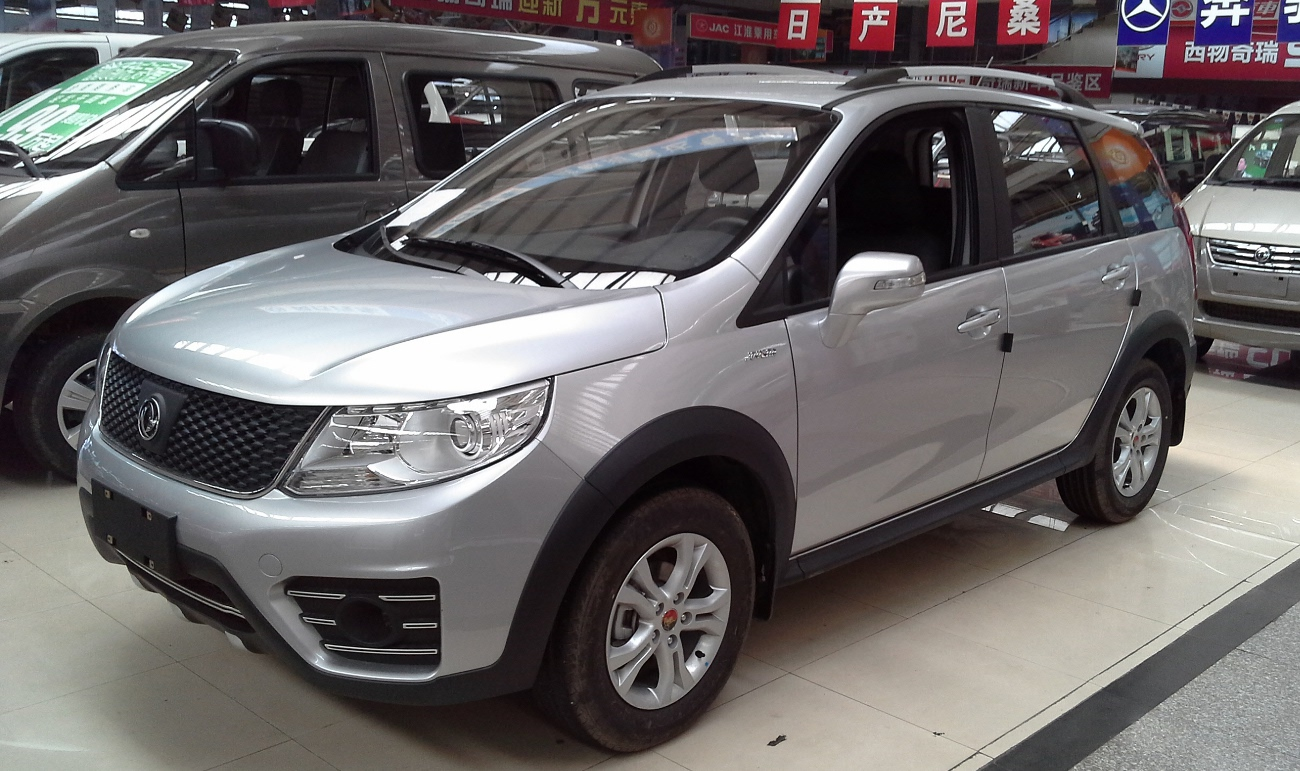
Вид спереди
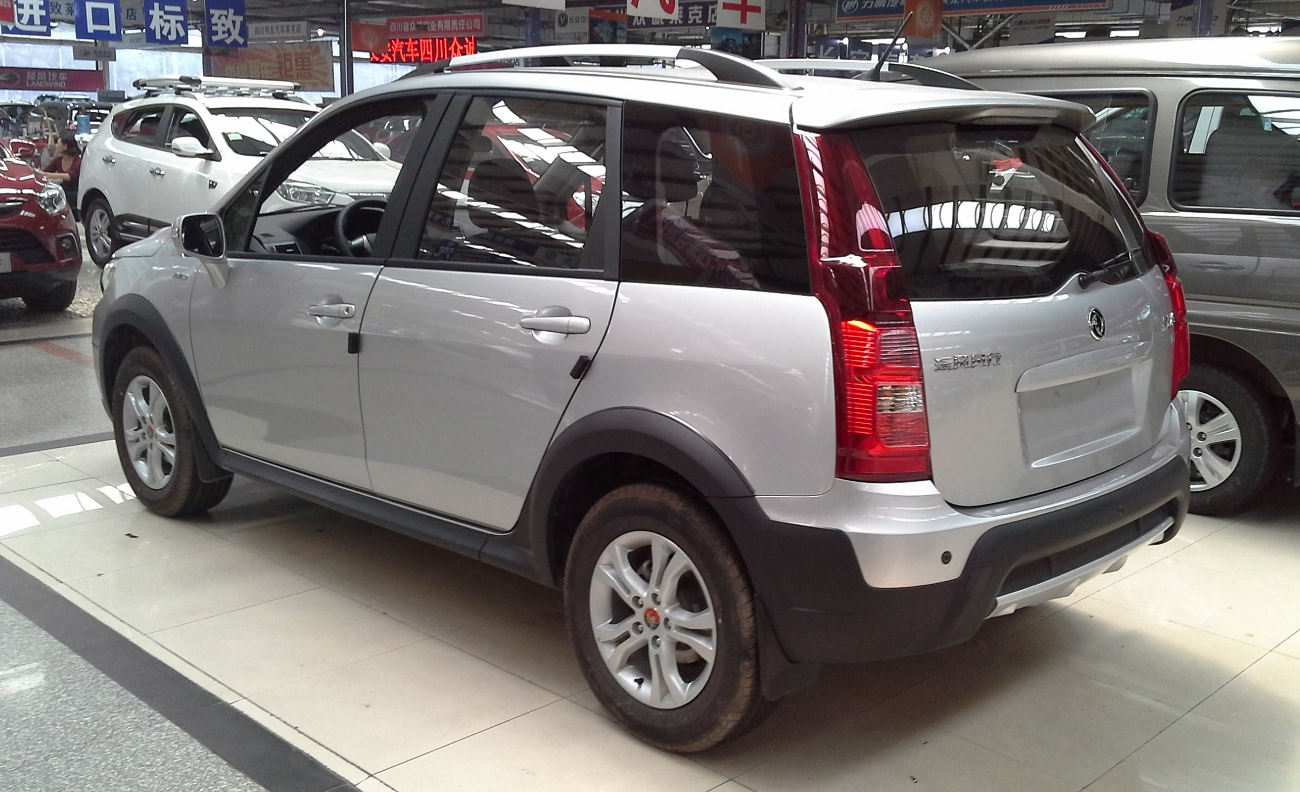
Вид сзади

## Технические характеристики
Forthing Jingyi X3 оснащался 1,5-литровым и 1,6-литровым двигателями мощностью 90 кВт (122 л. с.) и крутящим моментом 155 Н⋅м. Каждый двигатель сочетался в паре с пятиступенчатой механической трансмиссией или же с вариатором.